# Caderousse (Vaucluse)
Caderousse is een gemeente in het Franse departement Vaucluse (regio Provence-Alpes-Côte d'Azur) en telt 2496 inwoners (1999). De plaats maakt sinds 1 januari 2017 deel uit van het arrondissement Carpentras.

## Geografie
De oppervlakte van Caderousse bedraagt 32,3 km², de bevolkingsdichtheid is 77,3 inwoners per km².
De onderstaande kaart toont de ligging van Caderousse (Vaucluse) met de belangrijkste infrastructuur en aangrenzende gemeenten.

## Demografie
Onderstaande figuur toont het verloop van het inwonertal (bron: INSEE-tellingen).